# Dorothy James
Pour les articles homonymes, voir James.
Dorothy James, née le 1er décembre 1901 à Chicago et morte le 1er décembre 1982 à St. Petersburg (Floride), est une professeur de musique et compositrice américaine.

## Biographie
Dorothy James nait le 1er décembre 1901 à Chicago, Illinois,. Elle est diplômée du Collège de musique de Chicago (en) et du Conservatoire américain de musique (en) où elle étudie la composition avec Louis Gruenberg et le contrepoint avec Adolph Weidig (en),. Elle poursuit ses études avec Howard Hanson à l'École de musique Eastman, avec Healey Willan au Conservatoire royal de musique à Toronto et avec Ernst Křenek à l'université du Michigan,.
Après avoir terminé ses études elle obtient en 1927 un poste d'enseignement de la musique à l'université de l'Est du Michigan, puis au Michigan State Normal College où elle travaillera jusqu'à sa retraite en 1968,.
Elle a également été critique musicale pour le Ypsilanti Press. Elle a été membre associée de la MacDowell Colony.
Elle meurt  le 1er décembre 1901 à St. Petersburg, Floride,.

## Titre honorifique
- Docteur honoris causa du Michigan State Normal College (1971)[3].

## Œuvres

### Musicales
James a composé des pièces pour orchestre, orchestre de chambre, instrument solo et voix. Elle a également composé un opéra et plusieurs chansons.
Sa musique est principalement chromatique et basée sur des techniques du XIXe siècle.
- Three Symphonic Fragments  (1931) pour orchestre
- Mutability (Texte : Percy Bysshe Shelley)
- Paola and Francesca  (1930–34), opéra
- The Jumblies (Texte : Edward Lear) 1935)
- Paul Bunyan (1938)
- Motif (1970)
- Patterns (1971)[3]

### Ouvrages
- (en) Dorothy James, music of living michigan women composers, 1976